# Mode1 RETRO II
Mode1 RETRO II（モードワン レトロ ツー）は株式会社P-UP World（ピーアップ）が開発したSIMフリースマートフォン。「Mode1」ブランドでは６機種目となり、「Mode1 RETRO」シリーズでは2機種目となる。2023年10月20日に発売された。

## 概要
2017年に発売された折りたたみ型Androidスマホ「Mode1 RETRO」の後継機として発表されたAndroidスマートフォン。フィーチャーフォン（ガラケー）のような見た目を特徴とし、テンキーも備える。ピーアップは携帯ショップ「テルル」を運営しているため、SIMフリー端末にも関わらず店頭販売、店頭サポートをしている。

## 特徴・機能
本機のようなテンキー付きスマートフォンのことは、俗にスマートケータイ（スマケー）と呼ばれている。ただし「スマートケータイ」という呼称はSoftbankの登録商標であるため、本機は「Hybrid Mobile（ハイブリット モバイル）」と呼称している。
本機では、先代（Mode1 RETRO）になかった側面に新たに指紋認証機能を搭載、OSは先代でAndroid 7だったのに対し、今回はAndroid 13を採用。そのおかげでシステムナビゲーション設定を変えることにより「メインディスプレイではジェスチャー操作、テンキーで3ボタン操作」という他のスマートフォンにはない操作性が可能になった。また、先代ではテンキー部分にショートカットキーが存在せず、専用キーが用意されていたが不評であったため、今回ではテンキーにカスタマイズ可能なⅠ～Ⅳのボタンを追加した。このボタンではお気に入り機能を登録可能などガラケー風の操作感を確保しつつも、あくまでもスマートフォンであるため、タッチパネルを搭載し、Google Playも利用可能である。また、背面にはサブディスプレイを搭載、本体を開くことなく通知や時刻を確認可能。LEDライト点灯で通知受信や充電状況の確認も出来る。
また、ディスプレイサイズは3.5インチと先代と変わらないが、解像度が先代の「800×480ドット」から「1,440 × 720ドット」となっており、現行のガラホや3インチ～4インチ台のスマートフォンに比べ高画質な部類となっている（Rakuten Miniと同程度）。また、唯一のプリインストールアプリとしてFMラジオ（ワイドFM対応）を搭載しており、本体にはアンテナが内蔵されているため何も接続せずに聞くことができる。更に本体を閉めてもバックグラウンド再生することができる。NFC Type A/Bに対応する（テンキー裏面のカメラ下）ため、クレジットカードのタッチ決済など利用可能だが先代同様本体にイヤホン端子は無く、おサイフケータイ（FeliCa）に非対応、防水防塵耐衝撃も備えない。
さらに先代では、本体が約120 × 56 × 18.1(mm)だったのに対し、約112 × 52 × 20(mm)になったため、一般的なガラホ・ガラケーと似たサイズとなった。

## オリジナル機能・操作
サブディスプレイ
- 画面を閉じた状態で音量キーを押すと表示される（本体設定で3種類の表示から選択可能）

Ⅰ～Ⅳのカスタマイズキー
- Ⅰ～Ⅳの各キーに任意のアプリを割り当てることができる
- 各キーを長押しすることで、起動するアプリを変更できる

終話ボタンの機能
- 短押し：通話中に終話ボタンを押すと電話を切ることができる
- 2回連続で短押し：どの画面にいても、カーソル未選択状態のホーム画面へ戻る
- 長押し：電源ボタンとして機能する

カーソルキー（カーソル未選択状態のホーム画面上）
- ↑キー：長押しでアプリ一覧を開ける（"MENU"と印字）
- ↓キー：長押しで通知バーを開ける
- →キー：短押しで連絡先アプリの電話帳を開ける（"📖"アイコン）
- ←キー：短押しで電話アプリの通話履歴を開ける（"⇄"アイコン）

タッチパネルの動作無効機能　※2025年3月6日追加
- ＊キー長押しでタッチパネルのON/OFF切替（画面ロックがパターンの場合、先に＊キー長押しで解除）

## 注意点
- 日本語以外対応していない。また文字入力アプリなどで表示言語で変更し、テンキーでの操作が出来なくなった場合、初期化しか対処方法がない[4]。
- システムアップデートをする際には、必ずディスプレイ消灯時間を30分に設定してから実行すること。（「消灯時間を30秒のままアップデートを開始すると、更新が失敗し初期化しなければならない」という報告が出ている。）[5]
- FOMA プラスエリアに非対応である。
- バンド（周波数）的には対応している楽天モバイル回線も非対応となっている。（Rakuten Linkが動作しないため[6]）
- VoLTE対応auガラホ（AQUOS K SHF32・G'zOne TYPE-XX等）専用au ICカードを挿した場合、APN設定後の回線接続に失敗し、以降（当該au ICカードでの）通話・データ通信の何れも不可能となる[要出典]。

## 対応周波数
- 4G LTE(FDD)：B1／B3／B8／B19／B20／B26／B28b
- 4G LTE(TDD)：B41
- 3G：B1／B6／B8
- 2G：850MH／900MHz／1800MHz／1900MHz

## 歴史
- 2023年9月26日、Mode1ホームページにて同年10月下旬にMode1RETROⅡをリリースすると告知[7]。
  - 2023年10月10日、同年10月13日に予約販売を開始し、同年10月20日に発売すると発表[8]。
- 2023年10月20日、「Mode1 RETRO II」発売。

- 2023年10月23日、仕様を修正し4G LTEのBand11には非対応となった[9]。

## アップデート
最新のアップデートを行うことにより、過去に実施されたすべてのアップデートが適用される。また、本機ではシステムアップデートの項目が二つあり、下記のアップデートは【設定→デバイス情報→システムアップデート】の方で実施されている。

### 2023年10月20日[10][11]
- au通信網の不具合に伴う修正。

### 2023年11月24日[12]
- ディスプレイ裏側の通知ランプが消えない不具合を修正（通知バー閲覧でディスプレイ裏側のLEDランプを強制消灯するプログラムを追加）。
- 純正カメラアプリの保存先にSDカードを追加。
- シンプルホームの固定アプリ（電話・メッセージ）を電話のみに変更。
- mineoのAPNをデフォルトで追加。
- 一部スマートフォンからの発着信ができない不具合を修正。

### 2024年4月29日[13]
- 時計アプリが更新できない問題を修正。
- Androidセキュリティパッチを適用。セキュリティパッチレベルが2024年3月へ。
- シンプルホームでの電話帳の文字を大きくする調整。
- シンプルホームの壁紙カラー変更に対応。

### 2024年8月13日[14]
- ロック画面の追加。
- 目覚まし音（Platinum）の重複登録に関する修正。
- Android 5時代の電話帳のフォルダー分け機能が誤って表示されていたため、この度正式に利用できるよう修正。[注釈 3]
- Docomo系SIMでの通信品質改善。[注釈 4]

### 2025年3月6日[15]
- タッチパネルの動作無効機能を追加。
- 意図しないカメラフォーマット「HEIF形式」が選択できた問題を修正。